# نصار النصار
 نصار النصار (24 مايو 1978 -)، ممثل ومذيع ومخرج كويتي. حاصل على بكالريوس تصميم داخلي وهو مساعد علمي بجامعة الكويت كلية البنات قسم الفنون والتصميم وعضو فرقة المسرح الكويتي.

## من أعماله

### البرامج
- رايكم شباب.

### المسرحيات
- غسيل ممنوع النشر.
- عظم مشوي مقلي.
- ليلى وذيب صمعة ومصارع الثيران.